# Tempelj Palatinskega Apolona
Tempelj Palatinskega Apolona (Palatine Apollo) je bil tempelj na Palatinskem griču v antičnem Rimu, ki ga je Avgust najprej posvetil svojemu bogu zavetniku Apolonu. To je bil samo drugi tempelj v Rimu, posvečen bogu, po templju Sosijevega Apolona. Postavljen je bil poleg templja Kibele.

## Zgodovina
Obljubil ga je Oktavijan v zameno za zmago nad Sekstom Pompejem v bitki pri Naulohu leta 36 pred našim štetjem in nad Markom Antonijem in Kleopatro v bitki pri Akciju leta 31. pr. n. št. in je bil zgrajen na mestu, kjer je strela udarila v notranjost Augustovega posestva na Palatinu. Posvečen je bil 9. oktobra 28 pr. n. št. Ludi saeculares – posvetne igre, ki jih je Avgust ponovno ustanovil leta 17 pr. n. št. in jih v veliki meri razvil in financiral, so vključevale nov tempelj.
Avgustova zasebna vila je bila neposredno povezana s teraso svetišča preko dvoran polnih fresk in hodnikov. Ta tesna povezava med svetiščem in hišo princepsa, ki sta obe prevladovali nad Circusom Maximusom, sta ponovila trop, ki je že bil prisoten v kraljevskih palačah helenističnih dinastij.
Če bi se še uporabljal do 4. stoletja, bi bil zaprt med preganjanjem poganov v poznem rimskem cesarstvu.

## Opis
Ostanke stavbe je v 1960-ih letih izkopal Gianfilippo Carettoni, na območju, ki se strmo spušča proti Cirkusu Maximusu. Tempeljski prostor (območje Apollinis) je bila umetna terasa (70 x 30 m), podprta s podstrukturami iz opus quadratum (prastara tehnika zidane zveze iz obdelanih, kvadratnih kamnitih blokov, pogosto enake višine, včasih tudi podobne dolžine). V njem je bil oltar s kiparsko skupino "Mironova črena", ki je bila postavljena skupaj na izpopolnjeno bazo. Na severnem delu te terase je bil tempelj postavljen na visoko stopnišče, zgrajeno iz blokov tufa in travertina v nosilnih delih in drugje v cementu. Sam tempelj je bil iz blokov carrarskega marmorja, s pronaosom in pročeljem polnim stebrov na sprednji strani in isto zaporedje se je nadaljevalo s polstebri proti zunanjim stenam cele.
Pri izkopavanjih so bile pridobljene različne polikromatske terakota plošče z reliefi mitoloških predmetov (tipa lastre Campana).
Sosednja knjižnica (bibliotheca Apollinis), glede na Forma Urbis Romae, je bila sestavljena iz dveh apsidalnih dvoran, stene pa so bile okrašene z vrsto stebrov.

## Kipi
Starodavni viri navajajo, da je imel tempelj vrata iz slonovine in da je imel številna kiparska dela. Pediment je vseboval dva reliefna lova na Galačane, iz Delfov in iz 6. stoletja pred našim štetjem umetnost iz Hiosa, s skulpturami Niobidov, delo kiparjev Bupalusa in Atenisa. Kultna skupina v celi je vključevala kip Apolona Kitareda, morda Skopasov in morda iz Apolonovega svetišče pri Ramnusu v Atiki; kip Diane, kiparja Timoteja in Leto, ki jo je oblikoval Kefisodot. Na police na bazi kipa Apolona so bile postavljene Sibiline knjige, ki so bile prenesene sem iz Jupitrovega templja na Kapitolu (prim. Svetonij, Div. 31.8.).
Tempelj je bil obkrožen s portikom (portik Danaid) s stebri v rumenem marmorju giallo antico, s črnimi marmornimi kipi petdesetih Danaid med stebriščnimi jaški, kipom Danausa z mečem brez opore in konjeniški kipi sinov Egipta.